# Spetspatient
En spetspatient avser en patient (eller närstående), ofta med kronisk eller långvarig sjukdom, diagnos och/eller funktionsvariation, som kan mycket om sina egna hälsoutmaningar. Ordet fanns med på Språkrådets nyordslista 2017 och kan ses som en svensk motsvarighet till det engelskspråkiga begreppet E-patient. Under 2018 diskuterades begreppet bland annat i både TV och radio. Ordet spetspatient är myntat av Sara Riggare, som även är ansvarig för sajten Spetspatienterna.se.